# جرين دولفين ستريت (فلم)
جرين دولفين ستريت (بالإنجليزية: Green Dolphin Street) فيلم أمريكي درامي إنتاج 1947. هذا الفيلم مقتبس من نص أدبي يتحدث عن نزوح الأوروبيين لأستراليا بعد اكتشافها، والصراع الدائر بين المهاجرين وسكان أستراليا الأصليين (الأبورجيني)؛ الذين رفضوا الترحيب بالمهاجرين. تتوالى الأحداث في الفيلم حول هذا الموضوع.

## وصلات خارجية
- مقالات تستعمل روابط فنية بلا صلة مع ويكي بيانات

1. ↑  "معلومات عن جرين دولفين ستريت (فيلم) على موقع allcinema.net". allcinema.net. مؤرشف من الأصل في 2006-01-29.
2. ↑  "معلومات عن جرين دولفين ستريت (فيلم) على موقع zweitausendeins.de". zweitausendeins.de. مؤرشف من الأصل في 2019-12-15.
3. ↑  "معلومات عن جرين دولفين ستريت (فيلم) على موقع catalog.afi.com". catalog.afi.com. مؤرشف من الأصل في 2019-12-15.